# 2024-es Formula–1 azeri nagydíj
Az azeri nagydíj volt a 2024-es Formula–1 világbajnokság tizenhetedik futama, amelyet 2024. szeptember 13. és szeptember 15. között rendeztek meg a Baku City Circuit utcai versenypályán, Bakuban.

## Választható keverékek
| Abroncs              | Friss | Használt |
| -------------------- | ----- | -------- |
| Kemény keverék (C3)  |       |          |
| Közepes keverék (C4) |       |          |
| Lágy keverék (C5)    |       |          |
| Átmeneti esőgumi (I) |       |          |
| Teljes esőgumi (W)   |       |          |

## Szabadedzések

### Első szabadedzés
Az azeri nagydíj első szabadedzését szeptember 13-án, péntek délelőtt tartották, magyar idő szerint 11:30-tól.
| helyezés | versenyző        | csapat/motor                 | elért idő  | különbség | futott kör |
| -------- | ---------------- | ---------------------------- | ---------- | --------- | ---------- |
| 1        | Max Verstappen   | Red Bull Racing-Honda RBPT   | 1:45,546   |           | 21         |
| 2        | Lewis Hamilton   | Mercedes                     | 1:45,859   | +0,313    | 18         |
| 3        | Sergio Pérez     | Red Bull Racing-Honda RBPT   | 1:45,922   | +0,376    | 17         |
| 4        | Lando Norris     | McLaren-Mercedes             | 1:46,027   | +0,481    | 18         |
| 5        | Carlos Sainz Jr. | Ferrari                      | 1:46,173   | +0,627    | 21         |
| 6        | Oscar Piastri    | McLaren-Mercedes             | 1:46,282   | +0,736    | 18         |
| 7        | Fernando Alonso  | Aston Martin Aramco-Mercedes | 1:46,452   | +0,906    | 18         |
| 8        | George Russell   | Mercedes                     | 1:46,516   | +0,970    | 18         |
| 9        | Charles Leclerc  | Ferrari                      | 1:46,708   | +1,062    | 11         |
| 10       | Daniel Ricciardo | RB-Honda RBPT                | 1:46,687   | +1,141    | 23         |
| 11       | Oliver Bearman   | Haas-Ferrari                 | 1:46,973   | +1,427    | 23         |
| 12       | Nico Hülkenberg  | Haas-Ferrari                 | 1:47,135   | +1,589    | 19         |
| 13       | Lance Stroll     | Aston Martin Aramco-Mercedes | 1:47,184   | +1,638    | 15         |
| 14       | Valtteri Bottas  | Kick Sauber-Ferrari          | 1:47,640   | +2,094    | 18         |
| 15       | Cunoda Júki      | RB-Honda RBPT                | 1:47,708   | +2,162    | 21         |
| 16       | Franco Colapinto | Williams-Mercedes            | 1:47,901   | +2,355    | 15         |
| 17       | Alexander Albon  | Williams-Mercedes            | 1:47,955   | +2,409    | 17         |
| 18       | Pierre Gasly     | Alpine-Renault               | 1:48,712   | +3,166    | 22         |
| 19       | Csou Kuan-jü     | Kick Sauber-Ferrari          | 1:49,052   | +3,506    | 19         |
| 20       | Esteban Ocon     | Alpine-Renault               | idő nélkül |           | 3          |

### Második szabadedzés
Az azeri nagydíj második szabadedzését szeptember 13-án, péntek délután tartották, magyar idő szerint 15:00-tól.
| helyezés | versenyző        | csapat/motor                 | elért idő | különbség | futott kör |
| -------- | ---------------- | ---------------------------- | --------- | --------- | ---------- |
| 1        | Charles Leclerc  | Ferrari                      | 1:43,484  |           | 19         |
| 2        | Sergio Pérez     | Red Bull Racing-Honda RBPT   | 1:43,490  | +0,006    | 22         |
| 3        | Lewis Hamilton   | Mercedes                     | 1:43,550  | +0,066    | 21         |
| 4        | Carlos Sainz Jr. | Ferrari                      | 1:43,950  | +0,466    | 24         |
| 5        | Oscar Piastri    | McLaren-Mercedes             | 1:43,983  | +0,499    | 24         |
| 6        | Max Verstappen   | Red Bull Racing-Honda RBPT   | 1:44,029  | +0,545    | 23         |
| 7        | Lance Stroll     | Aston Martin Aramco-Mercedes | 1:44,093  | +0,609    | 23         |
| 8        | Nico Hülkenberg  | Haas-Ferrari                 | 1:44,475  | +0,991    | 23         |
| 9        | George Russell   | Mercedes                     | 1:44,536  | +1,052    | 16         |
| 10       | Oliver Bearman   | Haas-Ferrari                 | 1:44,547  | +1,063    | 24         |
| 11       | Cunoda Júki      | RB-Honda RBPT                | 1:44,645  | +1,161    | 23         |
| 12       | Fernando Alonso  | Aston Martin Aramco-Mercedes | 1:44,683  | +1,199    | 24         |
| 13       | Alexander Albon  | Williams-Mercedes            | 1:44,737  | +1,253    | 25         |
| 14       | Franco Colapinto | Williams-Mercedes            | 1:44,749  | +1,265    | 22         |
| 15       | Valtteri Bottas  | Kick Sauber-Ferrari          | 1:44,785  | +1,301    | 23         |
| 16       | Daniel Ricciardo | RB-Honda RBPT                | 1:45,056  | +1,572    | 25         |
| 17       | Lando Norris     | McLaren-Mercedes             | 1:45,156  | +1,672    | 25         |
| 18       | Pierre Gasly     | Alpine-Renault               | 1:45,391  | +1,907    | 21         |
| 19       | Esteban Ocon     | Alpine-Renault               | 1:45,810  | +2,326    | 23         |
| 20       | Csou Kuan-jü     | Kick Sauber-Ferrari          | 1:45,947  | +2,463    | 24         |

### Harmadik szabadedzés
Az azeri nagydíj harmadik szabadedzését szeptember 14-én, szombat délelőtt tartották, magyar idő szerint 10:30-tól.
| helyezés | versenyző        | csapat/motor                 | elért idő  | különbség | futott kör |
| -------- | ---------------- | ---------------------------- | ---------- | --------- | ---------- |
| 1        | George Russell   | Mercedes                     | 1:42,514   |           | 15         |
| 2        | Charles Leclerc  | Ferrari                      | 1:42,527   | +0,013    | 17         |
| 3        | Lando Norris     | McLaren-Mercedes             | 1:42,737   | +0,223    | 15         |
| 4        | Oscar Piastri    | McLaren-Mercedes             | 1:42,749   | +0,235    | 14         |
| 5        | Max Verstappen   | Red Bull Racing-Honda RBPT   | 1:42,862   | +0,348    | 16         |
| 6        | Carlos Sainz Jr. | Ferrari                      | 1:42,968   | +0,454    | 17         |
| 7        | Sergio Pérez     | Red Bull Racing-Honda RBPT   | 1:43,024   | +0,510    | 16         |
| 8        | Alexander Albon  | Williams-Mercedes            | 1:43,194   | +0,680    | 14         |
| 9        | Franco Colapinto | Williams-Mercedes            | 1:43,238   | +0,724    | 15         |
| 10       | Lewis Hamilton   | Mercedes                     | 1:43,301   | +0,787    | 13         |
| 11       | Fernando Alonso  | Aston Martin Aramco-Mercedes | 1:43,474   | +0,960    | 15         |
| 12       | Cunoda Júki      | RB-Honda RBPT                | 1:43,503   | +0,989    | 17         |
| 13       | Lance Stroll     | Aston Martin Aramco-Mercedes | 1:43,571   | +1,057    | 19         |
| 14       | Daniel Ricciardo | RB-Honda RBPT                | 1:43,870   | +1,356    | 18         |
| 15       | Pierre Gasly     | Alpine-Renault               | 1:43,876   | +1,362    | 15         |
| 16       | Nico Hülkenberg  | Haas-Ferrari                 | 1:44,164   | +1,650    | 13         |
| 17       | Valtteri Bottas  | Kick Sauber-Ferrari          | 1:44,187   | +1,673    | 18         |
| 18       | Csou Kuan-jü     | Kick Sauber-Ferrari          | 1:44,869   | +2,355    | 20         |
| 19       | Esteban Ocon     | Alpine-Renault               | idő nélkül |           | 1          |
| 20       | Oliver Bearman   | Haas-Ferrari                 | idő nélkül |           | 2          |

## Statisztikák
- Vezető helyen: 
  - Charles Leclerc 18 kör (1-16 és 18-19)
  - Carlos Sainz Jr.: 1 kör (17)
  - Oscar Piastri: 32 kör (20-51)
- Charles Leclerc 26. pole-pozíciója.
- Lando Norris 10. versenyben futott leggyorsabb köre.
- Oscar Piastri 2. futamgyőzelme.
- A McLaren 187. futamgyőzelme.
- Oscar Piastri 8., Charles Leclerc 39., és George Russell 14. dobogós helyezése.
- Esteban Ocon 150. nagydíja, amivel ő a 45. versenyző a Formula–1 történetében, aki eljut eddig a számig.[2]